# Europäische Bürgerkonferenzen
Die Europäischen Bürgerkonferenzen sind das erste Bürgerbeteiligungsprojekt, das Bürgern aller 27 EU-Mitgliedstaaten die Möglichkeit bot, über die Zukunft Europas zu debattieren. 
Zwischen Oktober 2006 und Mai 2007 diskutierten über 1.800 Bürger in 27 Ländern in den 23 offiziellen Sprachen der EU. Professionelle Rekrutierungsunternehmen oder Universitäten wählten die Teilnehmer zufällig und unter Anwendung spezifischer Kriterien aus, so dass die Teilnehmer die Vielfalt der EU widerspiegelten (Repräsentativität). Auf europäischer und nationaler Ebene tauschten sie Meinungen aus, entwickelten gemeinsame Vorstellungen über die Zukunft Europas und übergaben ihre Empfehlungen an politische Entscheidungsträger. 
Der Prozess wurde von einem unabhängigen europäischen Konsortium aus Stiftungen und gemeinnützigen Organisationen finanziert und umgesetzt. Die Leitung hatte die belgische König-Baudouin-Stiftung in Zusammenarbeit mit dem European Citizen Action Service (ECAS), dem European Policy Centre (EPC) und dem Network of European Foundations (NEF).

## Projektphasen

### Agenda-Setting-Veranstaltung
Mit der Agenda-Setting-Veranstaltung in Brüssel am 7. und 8. Oktober 2006 wurde das Projekt eröffnet. 200 zufällig ausgewählte Bürger aller 25 Mitgliedsstaaten diskutierten die übergreifende Frage „welches Europa wollen wir?“ und legten die Agenda für die folgenden nationalen Debatten fest. Drei europäische Zukunftsthemen haben sie mit klarem Votum bestimmt: 
- Energie und Umwelt
- Soziales und Familie
- Immigration und globale Rolle der EU

Im November 2006 beurteilten zwei Planungszellen, welche Informationen die Teilnehmer der nationalen Konferenzen benötigen, um eine fruchtbare Diskussion zu führen.

### Nationale Konsultationen
Das Herzstück des Dialogs bildeten die Nationalen Bürgerkonferenzen – gleichzeitig stattfindende Debatten in allen 27 Mitgliedsstaaten. Von Februar bis März 2007 ging es um die Frage „was ist nötig, um dieses Europa zu verwirklichen?“ Grundlage der Gespräche waren die drei oben genannten Themen. Die Bürgerkonferenzen tauschten ihre Ergebnisse und Impressionen aus und ermöglichten dadurch einen ortsübergreifenden europäischen Dialog. 
Im Rahmen dieser Konferenzen fand in Deutschland am 24. und 25. Februar 2007 eine Veranstaltung mit rund 200 Bürgerinnen und Bürgern in Berlin statt. Wie in allen 26 anderen Ländern war das Ergebnis eine nationale Bürgererklärung. Zusammen bildeten die 27 Bürgererklärungen die Grundlage für die Abschlusskonferenz.

### Abschlussveranstaltung
Am 9. und 10. Mai trafen sich 27 Bürgervertreter aller 27 Mitgliedstaaten in Brüssel, um in ihrer „Europäischen Bürgererklärung“ ihre gemeinsamen Vorstellungen, aber auch ihre unterschiedlichen Auffassungen bezüglich der drei Kernthemen herauszustellen.  Das Ergebnis wurde politischen Entscheidungsträgern aller Institutionen der Europäischen Union überreicht. In einem anschließenden Europäischen Runden Tisch konnten die Bürger ihre Ergebnisse mit der Vize-Präsidentin der Europäischen Kommission, Margot Wallström, diskutieren.

### Folgeveranstaltungen
Die Abschlussveranstaltung stellte zugleich den Anfang des Folgeprozesses dar. Allein in Deutschland wurden die Ergebnisse der nationalen Konsultation in 15 lokalen Bürgerforen weiterdiskutiert und vertieft. Auch in den anderen Ländern fanden und finden noch immer Folgeaktivitäten statt, wie zum Beispiel 39 lokale Debatten in Belgien oder verschiedene Diskussions-Cafés in Slowenien, sowie zahlreiche Präsentationen und Pressekonferenzen mit Politikern.